# Emil Sommer (General)
Emil Sommer, auch Emil Samuel von Sommer (* 19. November 1869 in Dorna-Watra, Bukowina; † 10. April 1947 in Danvers, Massachusetts, USA), war ein  Offizier Österreich-Ungarns im Ersten Weltkrieg.

## Leben
Nach dem Besuch des Gymnasiums absolvierte Emil Sommer die Infanterie-Kadettenschule in Budapest, die Korpsoffiziersschule in Hermannstadt, dann den Stabsoffizierskurs in Wien mit den dazugehörigen Prüfungen. Seit 1889 war er Berufsoffizier.
Im Ersten Weltkrieg war er Bataillonskommandeur an der russischen Front und wurde 1915 am Uszokerpass verwundet (Lungenschuss und Schlüsselbeinbruch). Er geriet in russische Gefangenschaft, konnte aber nach einem ersten erfolglosen Versuch (aus Sibirien, Festnahme in Kischinew) aus dem Lager Novo Nikolajewsk über Finnland in seine Heimat flüchten und wurde danach Oberstleutnant und sofort wieder auf den italienischen Kriegsschauplatz abkommandiert (Regimentskommandant bei der Piave-Offensive im Juni 1918). Im selben Jahr wurde er zum Oberst befördert.
1922 war er Leiter der militärischen Eroberung des Burgenlandes und wurde daraufhin Generalmajor. 1924 wurde er in den Ruhestand versetzt.
Sommer gründete 1932 den Bund jüdischer Frontsoldaten (BJF), spaltete sich 1934 von diesem ab und gründete die Legitimistischen jüdischen Frontkämpfer (LJF). Sommer konnte Otto von Habsburg dafür gewinnen, das Protektorat über den Verein zu übernehmen.
Nachdem sein Schwiegersohn 1938 nach dem „Anschluss Österreichs“ von den Nationalsozialisten im KZ Buchenwald festgesetzt worden war, gelang es Emil Sommer, ihn zu befreien, indem er sich für ihn bei Walther von Brauchitsch, dem deutschen Generalfeldmarschall und Oberbefehlshaber des Heeres, einsetzte, der es Sommer gestattete, in Berlin in dieser Angelegenheit bei ihm persönlich vorzusprechen, wo Sommer zur Verwunderung der ganzen Umgebung in Ehren empfangen wurde, und von Brauchitsch schließlich die Freilassung versprach. Tatsächlich hielt sich von Brauchitsch dann auch an sein gegebenes Versprechen.

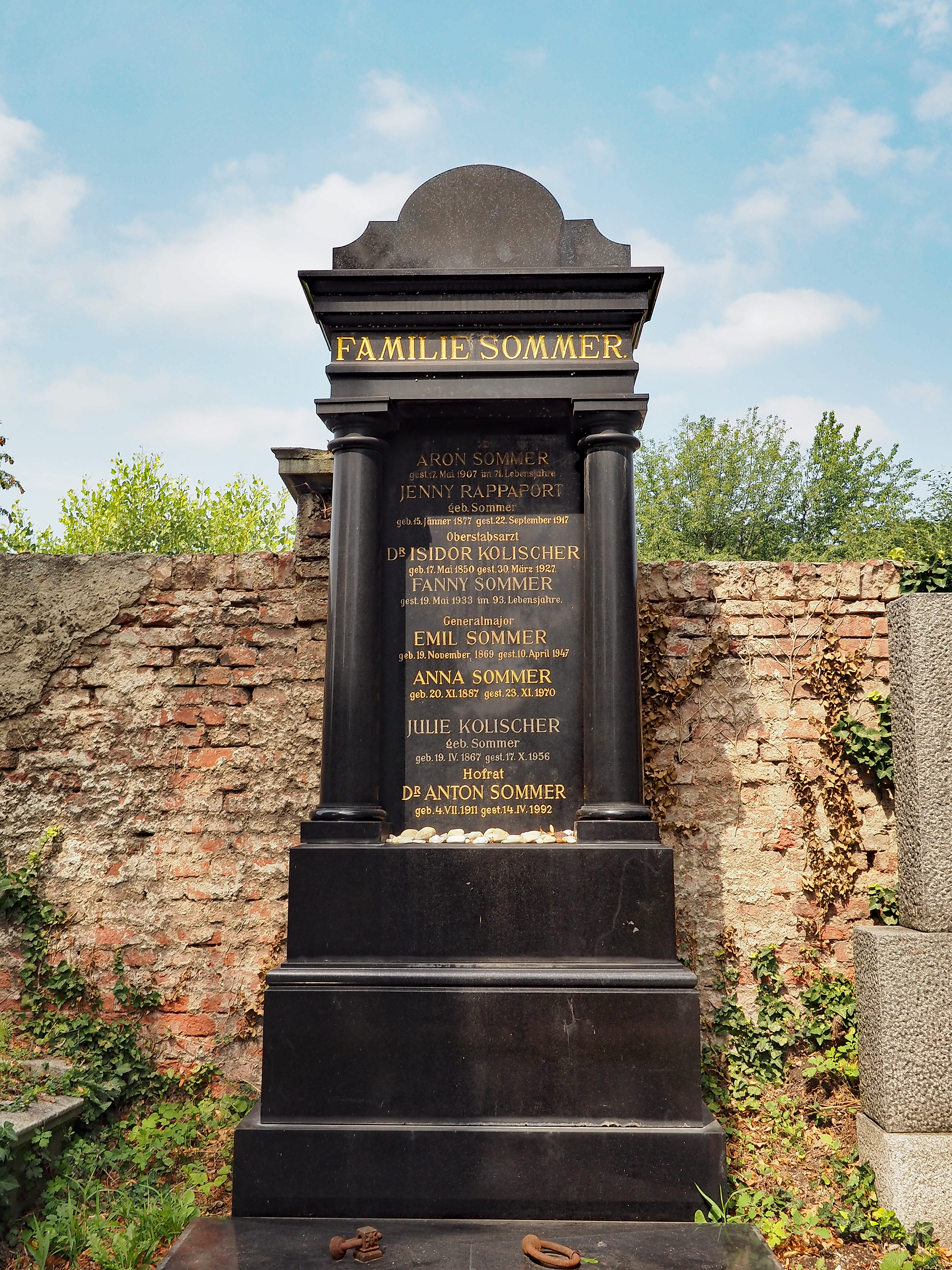
Grabstätte von Emil Sommer am Wiener Zentralfriedhof

Kurze Zeit vorher, wenige Tage nach dem „Anschluss“, hatte Emil Sommer in einer aufsehenerregenden Aktion die Nationalsozialisten blamiert, als sie ihn gemeinsam mit anderen Juden Wiens zwingen wollten, in einer erniedrigenden „Reibpartie“ die Straßen zu säubern. Er fragte, ob er, bevor er seine Arbeit beginne, sich noch schnell umziehen dürfe und erschien dann, nachdem er die Erlaubnis erhalten hatte, in voller Generalsuniform mit allen Orden und Ehrenzeichen mit den Worten: „Bitte meine Herren, gehen wir!“ Daraufhin ließ man ihn beschämt seines Weges ziehen.
Emil Sommer war verheiratet mit Anna Sommer, geborene Mittler (1887 Wien – 1970). Beide waren seit dem 12. September 1942 im Ghetto Theresienstadt interniert und sind im Theresienstadt-Konvolut als „A-Prominente“ aufgeführt. Nach der Befreiung Theresienstadts durch die Rote Armee am 8. Mai 1945 konnten die Eheleute Sommer am 1. Juni 1945 in die amerikanische Zone von Wien zurückkehren. Sie hatten zwei Kinder: Erika Sommer (1909–1988) und Anton Sommer (1911–1992).
Emil Sommer wurde im Familiengrab in der Alten Jüdischen Abteilung des Wiener Zentralfriedhofs bestattet (Tor 1, Gruppe 20, Reihe 24, Nr. 214).

## Kriegsauszeichnungen
- Orden der Eisernen Krone III. Klasse mit Schwertern und mit der Kriegsdekoration
- Österreichisches Militärverdienstkreuz mit Schwertern und mit der Kriegsdekoration
- Karl-Truppenkreuz
- Verwundetenmedaille
- Dienstzeichen für 40-jährige Offizierszeit

## Sonstige Auszeichnungen
- Der Ausmusterungsjahrgang 2024 der Militärakademie des Österreichischen Bundesheeres trägt seinen Namen.